# Olga Mikitenko
Olga Leontievna Mikitenko (Ольга Леонтьевна Микитенко), née le 24 juin 1974 à Jitomir en RSS d'Ukraine est une cantatrice (soprano) devenue allemande, d'origine ukrainienne. Elle a été soliste de l'opéra national d'Ukraine de 1995 à 2006 et distinguée comme artiste émérite d'Ukraine en 1999.

## Biographie
Elle étudie de 1989 à 1992 à l'école musicale de Jitomir à la falculté de direction chorale. De 1990 à 1992, elle est actrice et chanteuse au théâtre de drame et de comédie de Jitomir. En 1992-1997, elle étudie à l'académie de musique Tchaïkovski de Kiev. Elle travaille dans plusieurs domaines: opéra, musique de chambre et symphonique, jazz, cinéma et elle élargit constamment son répertoire.
C'est en 2001 qu'elle commence à se produire sur les scènes prestigieuses d'Europe et des États-Unis, comme au Deutsche Oper de Berlin, à l'opéra de Bavière, au Metropolitan Opera, au Teatro Liceo de Barcelone, à l'opéra de Dresde, à Stockholm, Saint-Pétersbourg, Toulouse, Montpellier, Lyon, etc.
Olga Mikitenko publie en 2017 un roman philosophique intitulé Solo OM, avec un fondement biographique. Il est traduit du russe en anglais et en allemand en 2020.
Elle sort en 2020 un nouveau disque de chants I Vespri Verdiani-Verdi Arias avec l'orchestre de Dortmund dirigé par Kirill Karabits.

## Quelques rôles
Olga Mikitenko interprète de grands rôles d'opéra comme Eugène Onéguine de Tchaïkovski (elle débute dans cet opéra à Lyon en 2007), Norma de Bellini, Lucia di Lammermoor de Donizetti, la IVe symphonie de Mahler, etc.
- la comtesse, Les Noces de Figaro de Mozart
- Fiordidigi, Cosi fan tutte de Mozart
- Donna Anna, Don Juan de Mozart
- Violetta, La traviata de Verdi
- Amalia, Les Brigands de Verdi
- Louise, Luisa Miller de Verdi
- Mimi, La Bohème de Puccini
- Minnie, La fanciulla del West de Puccini
- Liu, Turandot de Puccini
- Marguerite, Faust, de Gounod
- Marietta, La Ville morte de Korngold